# Premier Dáil
Ire législature
Nouvelle assemblée Deuxième Dáil
Le premier Dáil (anglais : First Dáil, irlandais : An Chéad Dái) est le Dáil Éireann tel qu'il s'est réuni de 1919 à 1921. Il s'agit de la première réunion du parlement monocaméral de la République irlandaise révolutionnaire. Lors des élections au Parlement du Royaume-Uni en décembre 1918, le parti républicain irlandais Sinn Féin remporte une victoire écrasante en Irlande. Conformément à leur manifeste, ses députés refusent de siéger et, le 21 janvier 1919, ils fondent à Dublin un parlement distinct appelé Dáil Éireann ("Assemblée d'Irlande"). Ils déclarent l'indépendance de l'Irlande en ratifiant la Proclamation de la République irlandaise publiée lors du soulèvement de Pâques de 1916 et adoptent une constitution provisoire.
Sa première réunion a lieu le même jour que l'un des premiers combats de ce qui allait devenir la guerre d'indépendance irlandaise. Bien que le Dáil n'ait autorisé aucune action armée, « il est devenu un symbole de la résistance populaire et une source de légitimité pour les hommes qui se battent dans la guerre de guérilla qui s'est développée ».
Le gouvernement britannique interdit le Dáil en septembre 1919 qui se réunit ensuite en secret. Le Premier Dáil se réunit 21 fois et son activité principale consistait à établir la république d'Irlande. Il crée les prémices d'un gouvernement irlandais indépendant et d'un appareil d'État. Après les élections de mai 1921, le deuxième Dáil de 1921-1922 succède au premier Dáil.